# いて座ベータ2星
いて座β2星 (β2 Sgr) は、いて座の恒星で4等星。

## 概要
いて座β1星とは見かけの二重星の関係で、連星ではない。F型主系列星で、水素の核融合を終えて準巨星になろうかという段階である。

## 名称
固有名はアルカブ・ポステリオル (Arkab Posterior)。これは、アラビア語で「射手のアキレス腱」を意味する ʿurqūb al-rāmī に由来するArkab と ラテン語で「後ろの」を意味する posterior の合成語である。2016年10月5日に国際天文学連合の恒星の命名に関するワーキンググループ (Working Group on Star Names, WGSN) は、Arkab Posterior をいて座β2星の固有名として正式に承認した。